# Гленда Бейлі
Дама Гленда Адріанна Бейлі DBE (16 листопада 1958 , Дербішир ) — головний редактор Harper's Bazaar, щомісячного модного журналу, що видається Hearst Corporation (2001-2020) .

## Раннє життя
Гленда Бейлі народилася в районі Алвастон в Дербі в Англії 16 листопада 1958 року. У дворічному віці вона страждала на менінгіт. Виросла в сусідньому Аллентоні і здобула освіту в школі Ноель-Бейкер. Вона отримала ступінь бакалавра з дизайну одягу в Кінгстонському університеті. Перш ніж закріпитися у видавництві, Гленда випустила збірку для Гізі Славеріо в Італії в 1983 році.

## Кар'єра
У 1986 році Бейлі стала останнім редактором журналу Honey . Вона також запустила щоквартальний модний журнал FOLIO .
У 1988 році її призначили головним редактором британського видання Marie Claire . Марі Клер отримала три нагороди «Редактор року журналу», п'ять нагород «Журнал року» та дві нагороди Amnesty International за висвітлення питань прав людини. У серпні 1995 року її призначили міжнародним редакторським консультантом для всіх 26 видань Marie Claire .  З червня 1996 року вона була головним редактором американського видання Marie Claire, перш ніж приєднатися до Harper's Bazaar як головний редактор у травні 2001 року.
У січні 2020 року Бейлі оголосила про свої плани залишити редакційну посаду, але продовжити роботу консультанта.

## Особисте життя
Гленда Бейлі зустріла свого давнього супутника Стівена Самнера в 1977 році, і відтоді вони разом. Родина проживає в Нью-Йорку .

## Відзнаки
Гленда Бейлі була відзначена орденом Британської імперії (ранг «Офіцер» (OBE)) за заслуги в журналістиці та питаннях моди у New Year Honours 2008 року. Вона отримала звання Dame Commander (DBE) на New Year Honours 2019 року.
У 2012 році відзначена Орденом мистецтв і літератури від уряду Франції